# 4th Armored Division (United States Army)
La 4ª Divisione corazzata (in inglese 4th Armored Division) era una formazione corazzata dell'Esercito statunitense che combatté durante la seconda guerra mondiale. Considerata tra le migliori formazioni meccanizzate americane, la divisione ebbe un ruolo di rilievo nell'operazione Cobra, durante la quale effettuò il decisivo sfondamento di Avranches, durante la campagna di Lorena, dove vinse la grande battaglia di carri di Arracourt, durante l'offensiva tedesca delle Ardenne, dove i suoi mezzi corazzati riuscirono a sbloccare le truppe statunitensi assediate a Bastogne.
Guidata da ufficiali molto abili ed esperti di operazioni con mezzi corazzati, come il generale John Shirley Wood, il colonnello Bruce Clarke, il colonnello Wendell Blanchard, il tenente colonnello Creighton Abrams, la 4th Armored combatté per tutta la campagna in Europa del 1944-45 nei ranghi della 3ª Armata del generale George Smith Patton.